# Možná mi porozumíš
Možná mi porozumíš (2004) je povídková kniha nakladatelství Listen, čtvrtý svazek edice Česká povídka. Obsahuje 11 povídek různých českých spisovatelů o "(ne)porozumění mezi lidmi".
Na titulu knihy je použita litografie Vladimíra Suchánka.

## Povídky
- Petr Šabach – Miserere
- Michal Viewegh – Lekce tvůrčího pomlouvání
- Ivan Klíma – Luisa
- Viola Fischerová – Cesta středního hříchu
- Miloš Urban – Rozhovor se ženou středního věku
- Irena Dousková – Milenec
- Marta Gärtnerová – V karanténě
- Zdeněk Jizera Vonásek – Stigmata
- Eda Kriseová – Můj první mystický zážitek
- Ivan Binar – O zvířeti Jaromíru
- Iva Pekárková – Hotový svět

## Nakladatelské údaje
- Možná mi porozumíš, Listen, Jihlava, 2004 ISBN 80-86526-11-9